# Изоникотиновая кислота
Изоникотиновая кислота (4-пиридинкарбоновая, γ-пиридинкарбоновая) — органическое соединение, гетероциклическая одноосновная карбоновая кислота, структурный изомер никотиновой кислоты, проявляет слабые антивитаминные свойства (является антивитамином PP).

## Получение
Изоникотиновую кислоту в основном получают окислением γ-пиколина либо γ-этилпиридина раствором перманганата калия. Лучший выход достигается окислением триметилол-γ-пиколина, при нагревании всей фракции кипящей при 140—145 °С, с водным раствором формальдегида.
Также изоникотиновую кислоту можно получить при термическом разложении пиридин-2,4,5-трикарбоновой кислоты.

## Физико-химические свойства
Представляет собой твёрдое кристаллическое вещество без цвета (техническая изоникотиновая кислота имеет цвет от слегка кремового до почти жёлтого), плохо растворимое в воде (растворимость растёт при нагревании), нерастворимое в этиловом спирте, ацетоне и диэтиловом эфире.
По карбоксильной группе образует ряд производных, свойственных карбоновым кислотам: с металлами — соли (изоникотиноаты), амид, галогенангидриды, сложные эфиры и другие.
По гетероциклу (подобно пиридину) легко вступает в реакции нуклеофильного замещения SN.
Как третичный амин с сильными кислотами (соляная, серная и т. д.), а также с алкилгалогенидами образует четвертичные аммониевые соединения.

## Биологические свойства
Проявляет слабые антивитаминные свойства (антивитамин PP), её производные — амид и гидразид обладают более выраженными антивитаминными свойствами. Замещая молекулу никотинамида на более активный радикал в структуре кофермента NAD+ и, тем самым ингибируют окислительно-восстановительные реакции, происходящие в дыхательной цепи (наиболее ярко выражены эти свойства у гидразида (ГИНК)).
Слаботоксична, на кожу и слизистые оболочки оказывает раздражающее воздействие (ирритант).

## Применение
Изоникотиновую кислоту используют в качестве сырья для получения весьма ценных противотуберкулёзных препаратов:
- азид изоникотиновой кислоты, известный под названиями изониазид (тубазид), химический синтез которого был впервые осуществлён в 1926 г. советским врачом и химиком Анатолием Трофимовичем Качугиным. Примечательно, что изониазид стал первым и наиболее эффективным средством против туберкулёза и остаётся им по сей день. Наряду с рифампицином изониазид является препаратом первого ряда для антибиотикотерапии туберкулёза;
- гидразида изоникотиновой кислоты (ГИНК) и его производных (метазида, салюзида, фтивазида и т. д.);
- тиоамида и его производных (этионамид, протионамид), сходных по действию с ГИНК, но менее активных.

В производстве антидепрессантов — ипрониазид, ниаламид (ингибиторы МАО).
В производстве гербицидов, например, феноксиариламиды никотиновой кислоты.